# Riserva naturale Marais
La riserva naturale del Marais (pron. fr. AFI: [maʁɛ] - in francese, Réserve naturelle de Marais) è un'area naturale protetta ubicata in Valle d'Aosta, creata nel 1992 e vicina ai comuni di Morgex e di La Salle .

## Storia
La riserva è stata istituita con decreto del Presidente della Giunta Regionale n. 156 del 13 febbraio 1992.
Nel 1999 una legge regionale per la valorizzazione dell'area ha stabilito alcune azioni di intervento, poi sottoscritte in un accordo di programma dai comuni di La Salle e Morgex, dalla Comunità montana Valdigne Mont Blanc e dalla Regione Valle d'Aosta: nel 2010 è stato realizzato un centro di ricerca concesso al museo regionale di scienze naturali Efisio Noussan, mentre nel 2013 sono stati soppressi con delibera altri interventi ancora da realizzare, tra cui la creazione di un ecomuseo, degli stagni e del centro didattico-ricreativo, del rospodotto, dell'osservatorio subacqueo, nonché degli impianti di fitodepurazione e compostaggio.
Dal 1º luglio 2015, per effetto della legge regionale 25 maggio 2015, n. 12, le funzioni del Museo regionale di scienze naturali sono state trasferite alla struttura Aree protette dell'Assessorato agricoltura e risorse naturali: da tale data il museo è costituito dalla sede espositiva presso il castello di Saint-Pierre e dalla sede operativa presso il centro di ricerca scientifico-naturalistico del Marais.

## Territorio
Il sito comprende un breve tratto di Dora Baltea e della relativa piana alluvionale.

## Fauna
È un'area di sosta per numerose specie di uccelli migratori.
Vi nidificano il germano reale, la gallinella d'acqua e la cannaiola verdognola; tra le specie di passo si segnalano l'airone rosso, l'airone cenerino, il tarabuso.